# Benedikt
Benedikt je naselje, sedež Občine Benedikt. Naselje leži 8 km vzhodno od Lenarta ob glavni cesti Maribor–Gornja Radgona. Naselje se je včasih imenovalo Sveti Benedikt v Slovenskih goricah.
V kraju in okolici so številni gomilni grobovi, ki pa so bili po večini izropani.
Ohranilo se je nekaj lončenine iz starejše železne dobe.
Večina grobišč v okolici (Drvanja, Obrat, Trotkova) je iz rimske dobe. Znani so tudi ostanki temeljev rimskih hiš. Predvideva se, da je mimo peljala rimska cesta s Ptuja proti Gornji Radgoni.
V vasi raste ena najdebelejših lip v Sloveniji z obsegom 532 cm (merjeno leta 1982) in z višino 35 m. Ima lepo okroglo razraslo krošnjo.

## Ime
Do leta 1952 se je po župnijski cerkvi svetega Benedikta naselje imenovalo Sveti Benedikt v Slovenskih goricah. V Benedikt je bilo preimenovano na osnovi "Zakona o imenovanju naselij in označevanju trgov, ulic in zgradb" iz leta 1948. Tako kot preimenovanje mnogih drugih krajev po Sloveniji v povojnem času je bilo tudi preimenovanje Svetega Benedikta v Slovenskih goricah del obsežne kampanje oblasti, da se iz toponimov slovenskih krajev odstranijo vsi religiozni elementi.